# Илулисат
Илулисат (гренл. Ilulissat, дан. Jakobshavn) је град у западном Гренланду и административно седиште општине Касуитсуп. Са 4.541 становника према попису из 2013. године,трећи је град по величини данске територије Гренланд. Основан је 1741. године и његово име у преводу значи „ледени брег“. Основао га је Јакоб Северин.
У близини Илулисата је фјорд Илулисат који се налази на листи Светске баштине Унеска. Ова атракција је учинила град најпопуларнијом туристичком дестинацијом на Гренланду. Град је дом скоро свих пса који вуку санке на Гренланду.

## Историја
Џејкоб Северин је основао тада трговачки град 1741. године, а назван је у његову част. Црква саграђена XVIII веку у Илулисату је била највећа грађевина на Гренланду у том периоду.
Град је био у мају 2008. седиште конференције о Северном леденом океану. Заједнички састанак између Канаде, Данске, Норвешке, Русије и Сједињених Америчких Држава одржан је како би се разговарало о кључним питањима која се односе на територијалне претензије на Арктику и климатским променама.

## Саобраћај
Аеродром Илулисат се налази 2,8 км североисточно од центра града, а саграђен је 1983. године. Он служи као веза са градовима у северозападном Гренланду. Од априла 2011. године успостављена је веза са главним градом Исланда Рејкјавиком.
Компанија Royal Arctic Line трајектима повезује Илулисат са Сисимијутом, Нуком и другим градовима и насељима на западној и југозападној обали Гренланда.

## Демографија
Са 4.541 становника према попису из 2013. године, Илулиссат је највећи град у општини Касуитсуп. Становништво порастао преко 8% у односу на попис из 1990. године, али је без великих промена од 2003. године.

## Спорт
Град је дом фудбалског клуба Nagdlunguaq-48 који се такмичи у Првенству Гренланда. Кулуб игра своје утакмице у Нуку. Десет пута су били прваци Гренланда.

## Побратимљени градови
- Хабнарфјердир
- Фредериција
- Фуглафјордур

## Галерија
- Public housing
- Хотел
- Муѕеј
- Кајак у Илулисату
- Малиšани са наставником
- Стари град и фјорд Илулисат у поѕадини
- Фудбалски терен
- Аеродром